# Who Else!
Who Else! je sedmé sólové studiové album anglického kytaristy Jeffa Becka. Vydáno bylo v březnu roku 1999 společností Epic Records a spolu s Beckem jej produkoval Tony Hymas. Ten je rovněž spoluautorem většiny skladeb na desce. Dále se na nahrávce podíleli například bubeník Manu Katché, kytaristka Jennifer Battenová a baskytarista Pino Palladino. V jedné písni, jejíž je rovněž autorem, hrál Beckův spoluhráč ze sedmdesátých let, Jan Hammer. V hitparádě Billboard 200 se album umístilo na 99. příčce.

## Seznam skladeb
1. What Mama Said (Jennifer Batten, Jeff Beck, Tony Hymas) – 3:22
2. Psycho Sam (Hymas) – 4:55
3. Brush with the Blues (Hymas, Beck) – 6:24
4. Blast from the East (Hymas) – 4:46
5. Space for the Papa (Hymas) – 7:41
6. Angel (Footsteps) (Hymas) – 6:30
7. THX138 (Hymas) – 6:15
8. Hip-Notica (Hymas, Beck) – 4:40
9. Even Odds (Jan Hammer) – 3:29
10. Declan (Dónal Lunny) – 4:02
11. Another Place (Hymas) – 1:48

## Obsazení
- Jeff Beck – kytara
- Jennifer Battenová – kytara, kytarový syntezátor
- Mark John – kytara
- Tony Hymas – klávesy, zvukové efekty
- Jan Hammer – klávesy, bicí
- Simon Wallace – syntezátor
- Steve Alexander – bicí
- Manu Katché – bicí, perkuse
- Randy Hope-Taylor – baskytara
- Pino Palladino – baskytara
- Bob Loveday – housle
- Clive Bell – flétna